# سان کاسچیانو دی بانی
سان کاسچیانو دی بانی (به ایتالیایی: San Casciano dei Bagni) یک کومونه در ایتالیا است که در استان سیه‌نا واقع شده‌است. سان کاسچیانو دی بانی ۹۱٫۸ کیلومتر مربع مساحت و ۱٬۶۲۳ نفر جمعیت دارد و ۵۸۲ متر بالاتر از سطح دریا واقع شده‌است.